# YVR-공항역
YVR-공항(영어: YVR–Airport) 역은 밴쿠버의 스카이 트레인 캐나다 선 도시 철도의 고가 철도역이다. 역은 브리티시컬럼비아 주 리치먼드에 있는 밴쿠버 국제 공항의 메인 터미널에 위치하고 있으며, 캐나다 선의 남부 종착역 중 하나로, 다른 하나는 리치먼드-브리그하우스 역이다.
밴쿠버 국제공항 당국은 YVR-공항역을 포함하는 캐나다 선의 공항지선에 최대 3억 달러를 기부했다. 리치먼드-브리그하우스 역처럼, YVR-공항 역은 단 하나의 궤도를 가지고 있다. 그러나 이것은 종착역인 YVR-공항역 이용률에 대비해 충분하다.

## 운행
YVR-공항역은 시아일랜드에 위치한 밴쿠버 국제공항(YVR)의 국내선 및 국제선 터미널을 모두 제공하며, 다운타운 밴쿠버와 공항 간 직접 환승 무료 대중 교통 연결을 제공한다. 시간 외에는 다운타운 밴쿠버 및 리치먼드-브리그하우스 역까지 운행하는 N10번 노선 버스가 운행된다.

## 역 정보

### 역 구조
| T | 1번 승강장 내행               | ← ■ 캐나다 선 워터프런트 방면 (시 아일랜드 센터)    |
| T | 상대식 승강장, 왼쪽 문이 열림 |                                                     |
| C | 대합실                        | 도메스틱 터미널과 연결 개집표기, 승차권 자동 판매기 |
| S | 주차장층                      | 거리층 및 국제선 터미널 연결                        |

### 출구

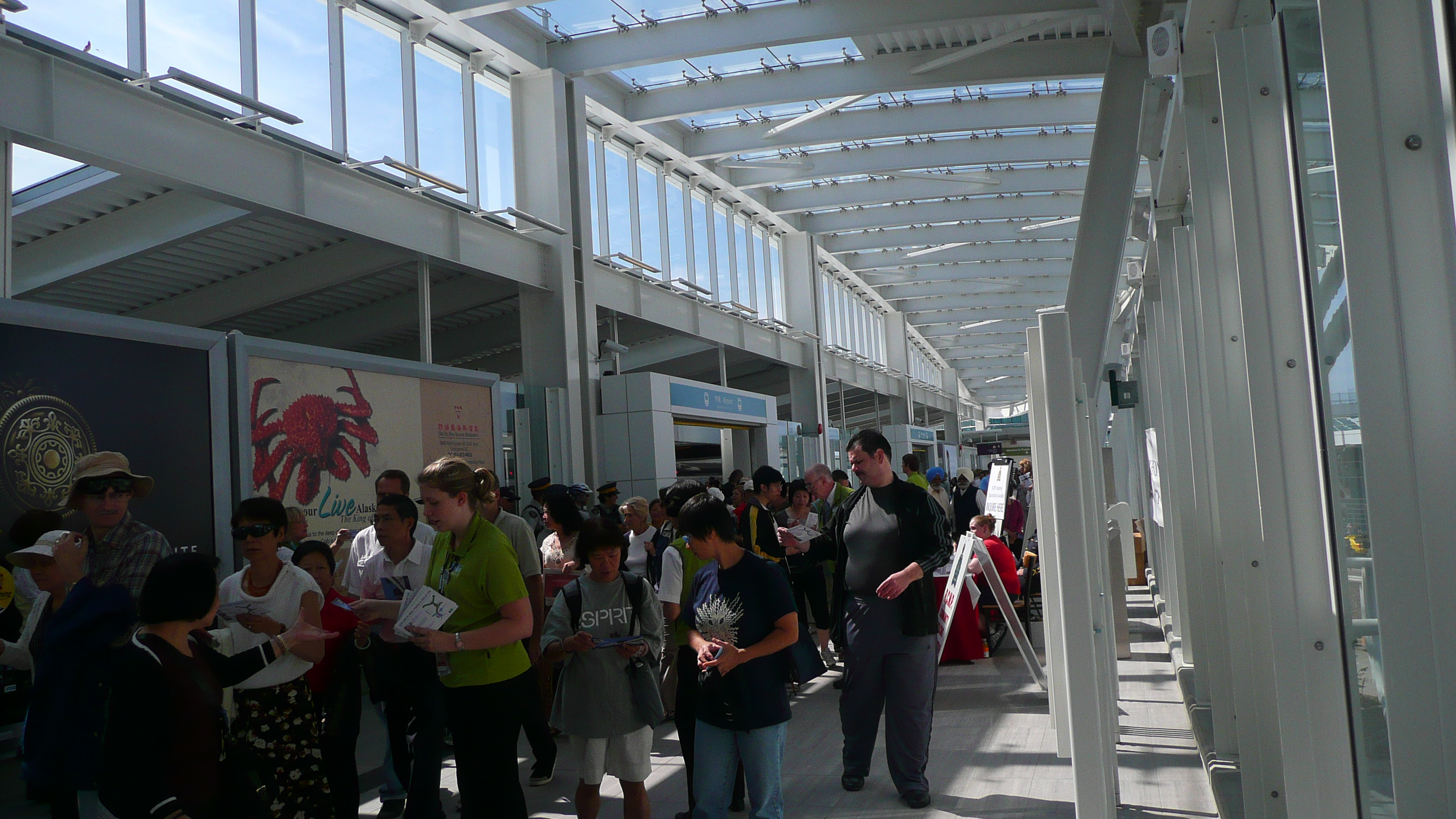
매표소

YVR-공항은 두 개의 출구가 있다. 국내선 터미널 출구는 대합실의 평평한 보도와 연결된다. 국제선 터미널 출구는 주차장층의 보도로 갈 수 있다. 이 출구는 또한 그랜트 맥코나치 웨이(Grant McConachie Way)을 거리층으로 통해 갈 수 있다.

### 공항 할증
YVR-공항 역, 시 아일랜드 센터 역, 템플턴 역 등 시아일랜드의 모든 역에서와 마찬가지로, $ 5.00 할증료인 "YVR AddFare"는 현금으로 지불한 요금, 컴퍼스 카드에 저장된 금액 또는 이 역에서 브리지포트 역 또는 그 이상까지 가는 동행(Eastbound) 열차 이용을 위해 역에서 구입한 일정기권에 적용된다. 월정기권을 사용한 이용은 면제되며, 일정기권을 사용하는 이용은 시아일랜드에서 구입후 활성화된다. YVR-공항까지의 이용에는 추가 요금이 부과되지 않는다. YVR- 공항, 시 아일랜드 센터, 템플턴 역 사이의 이용은 무료이다.